# 那頓街

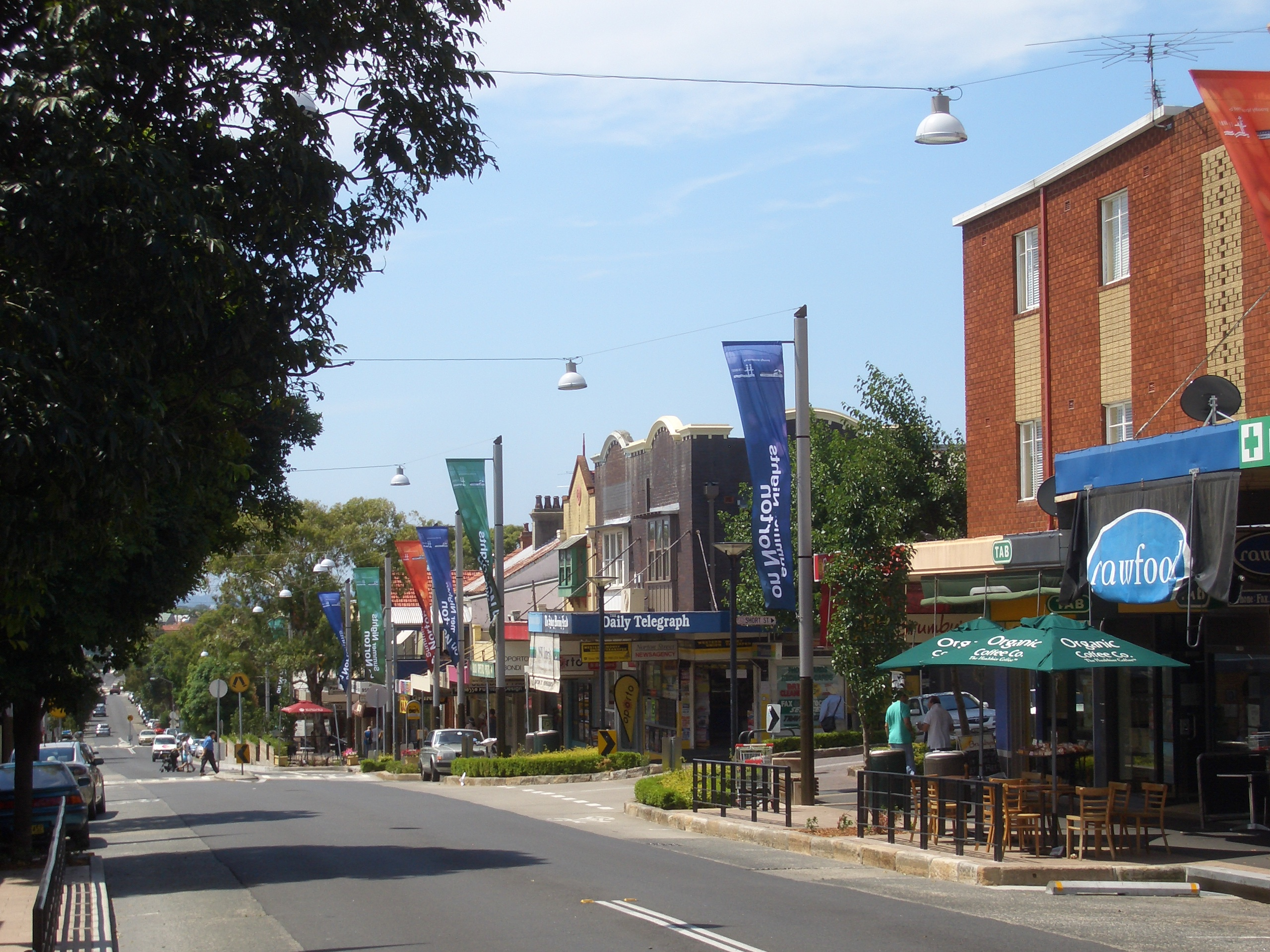
那頓街

那頓街是澳洲新南威爾斯州雪梨的一條街道，位於雪梨商業中心區以西5（3.1英里）處，是賴卡市區的主要商業街。
那頓街遍佈住宅樓宇、食肆（以意大利式為多）、咖啡茶座、小食店及零售商店，包括數間書店及雜貨店。
街道南端是意大利廣場（Italian Forum），仿地中海城鎮廣場而建，中有噴泉，周圍有咖啡茶座及精品時裝店。

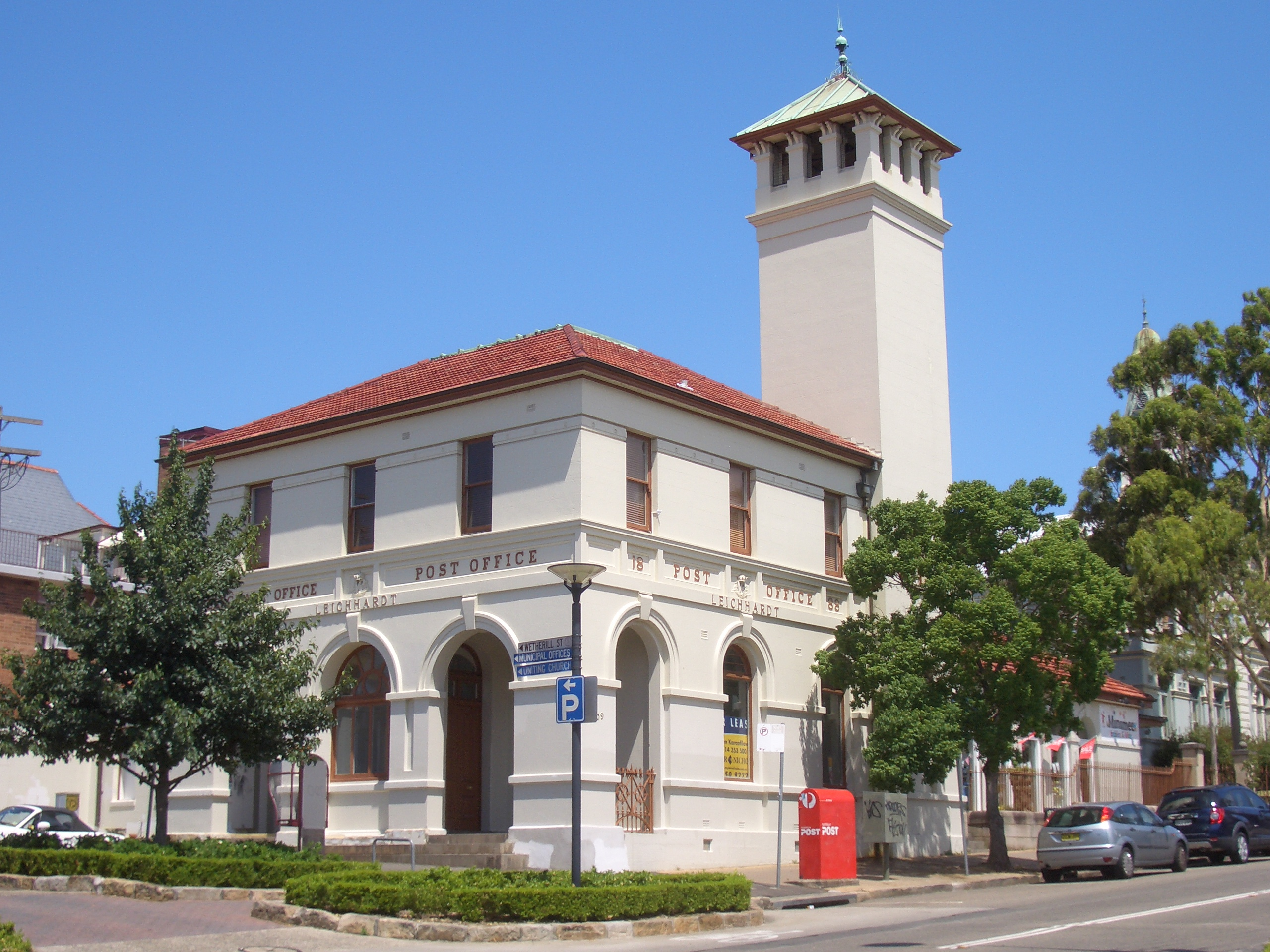
賴卡信館舊址

## 圖集

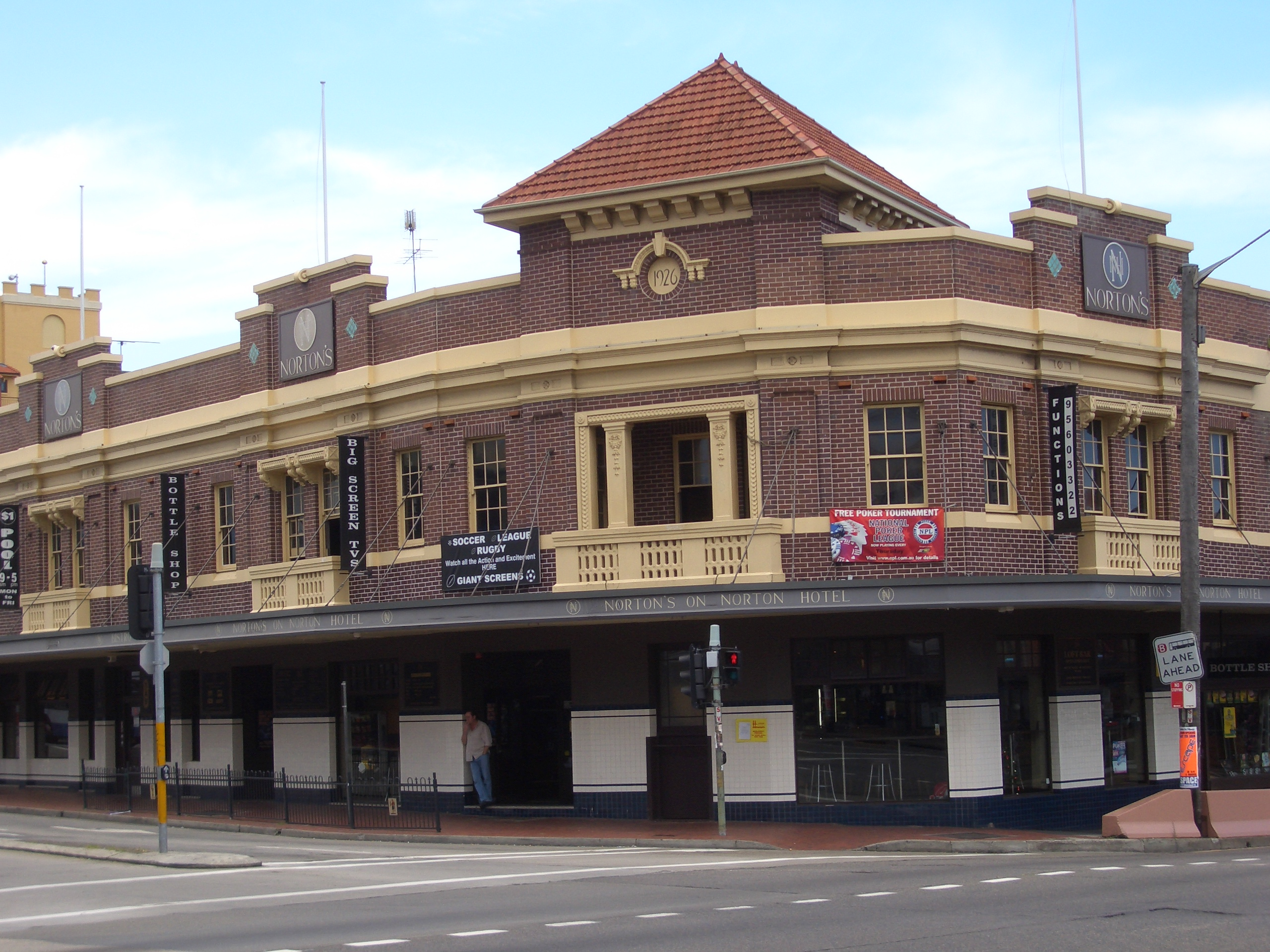
那頓酒樓
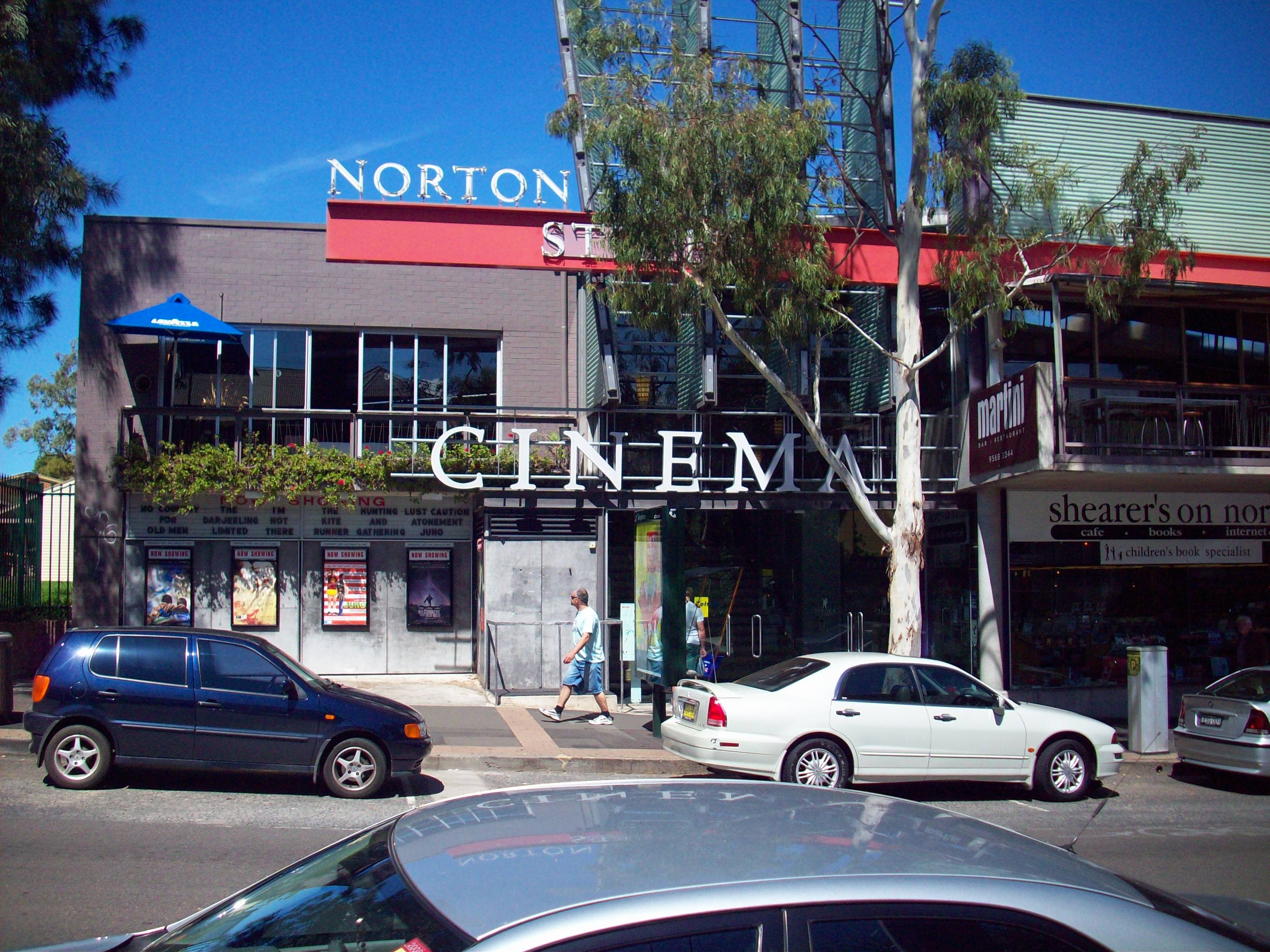
宮殿戲院
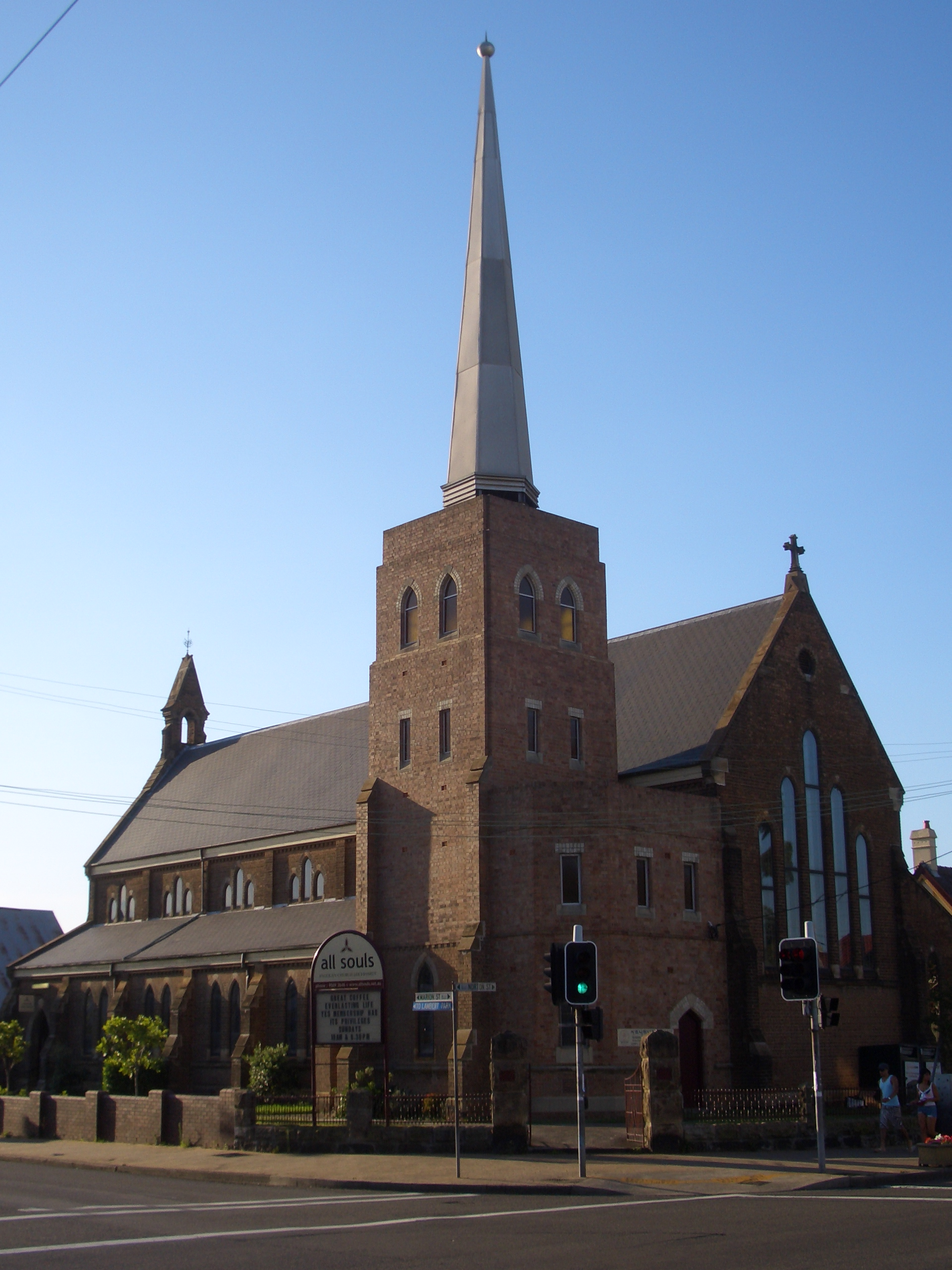
聖公會諸靈堂（英语：All Souls Anglican Church, Leichhardt）
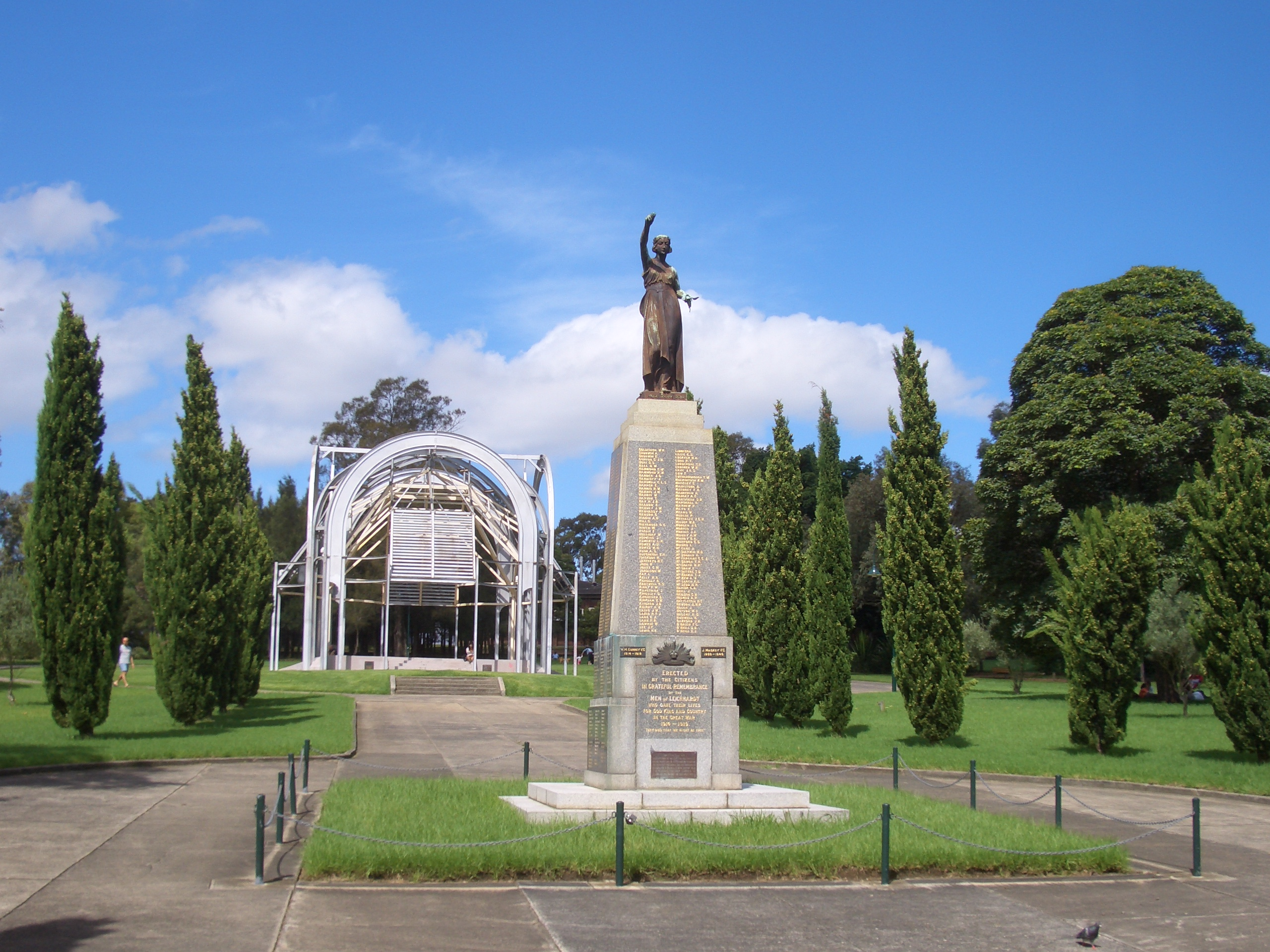
賴卡先驅紀念公園
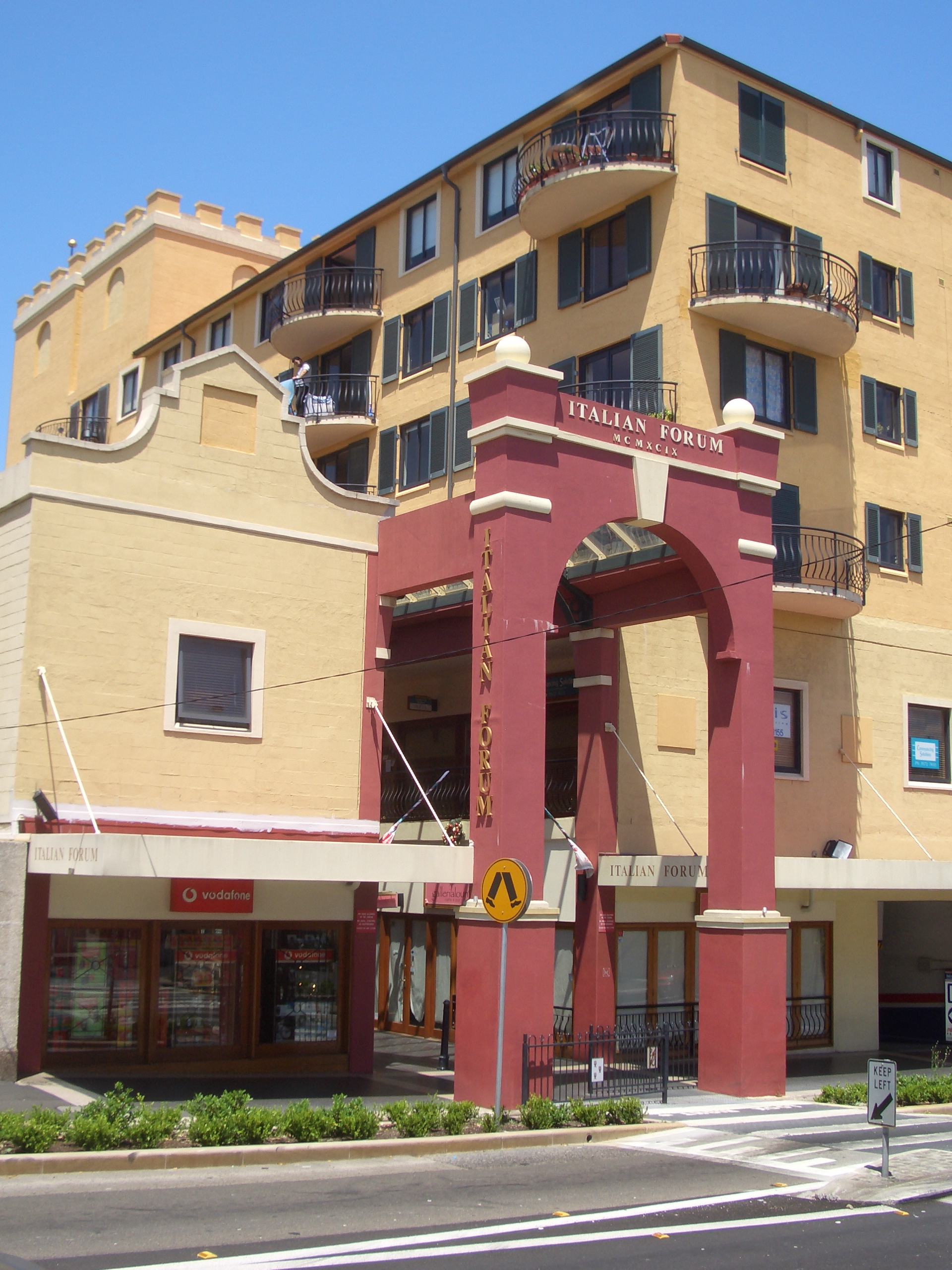
意大利廣場
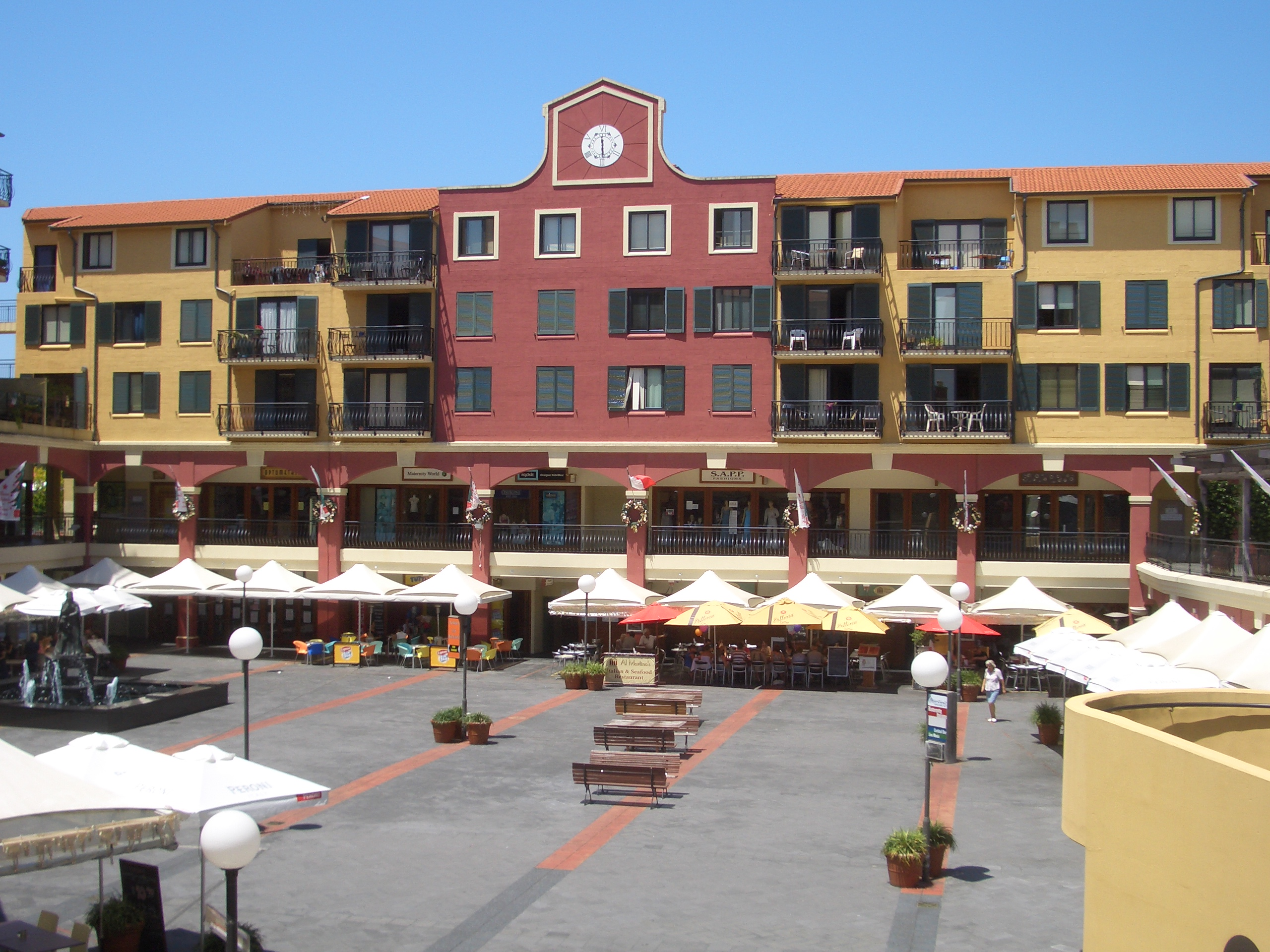
意大利廣場
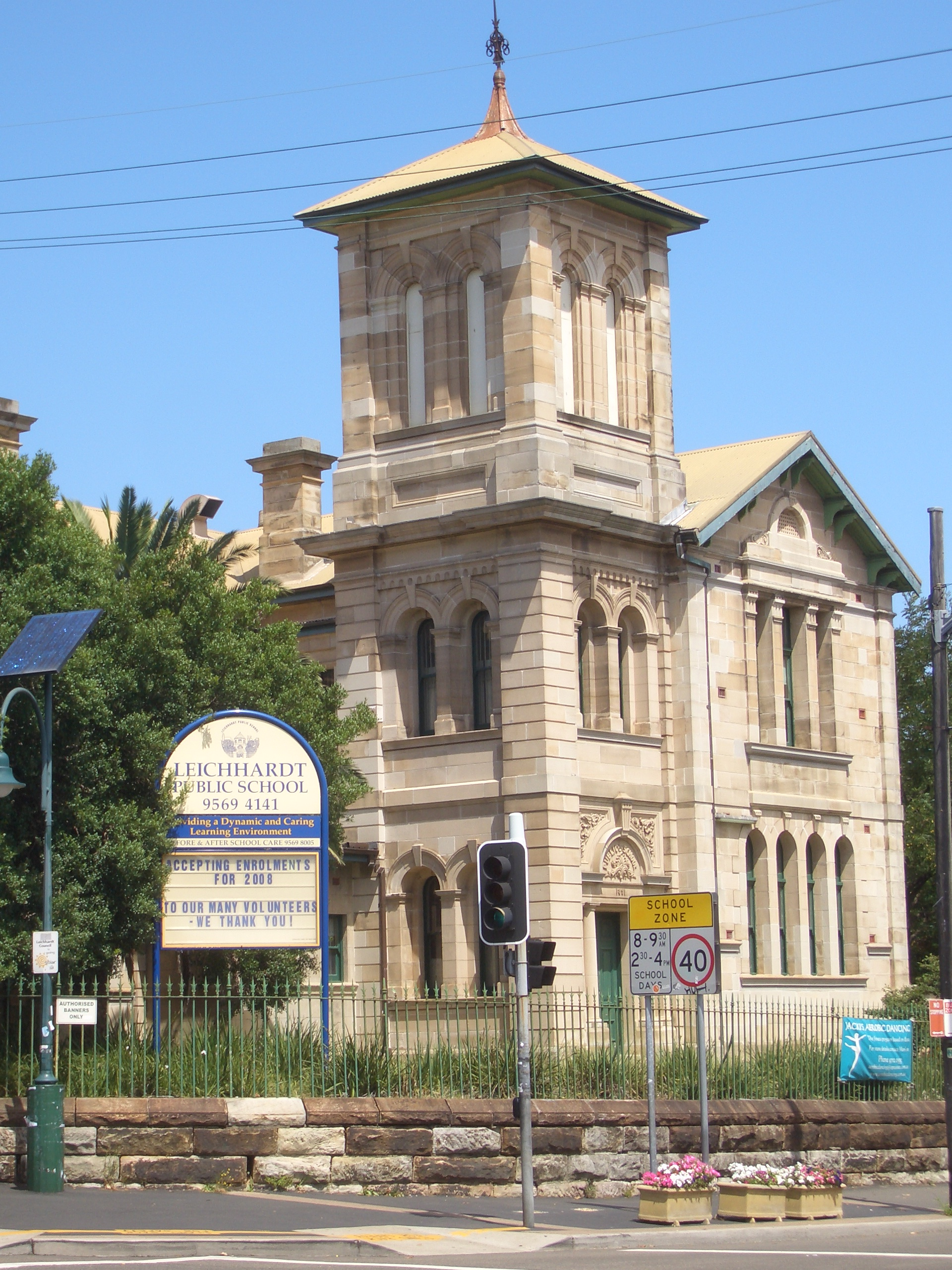
賴卡公立學校
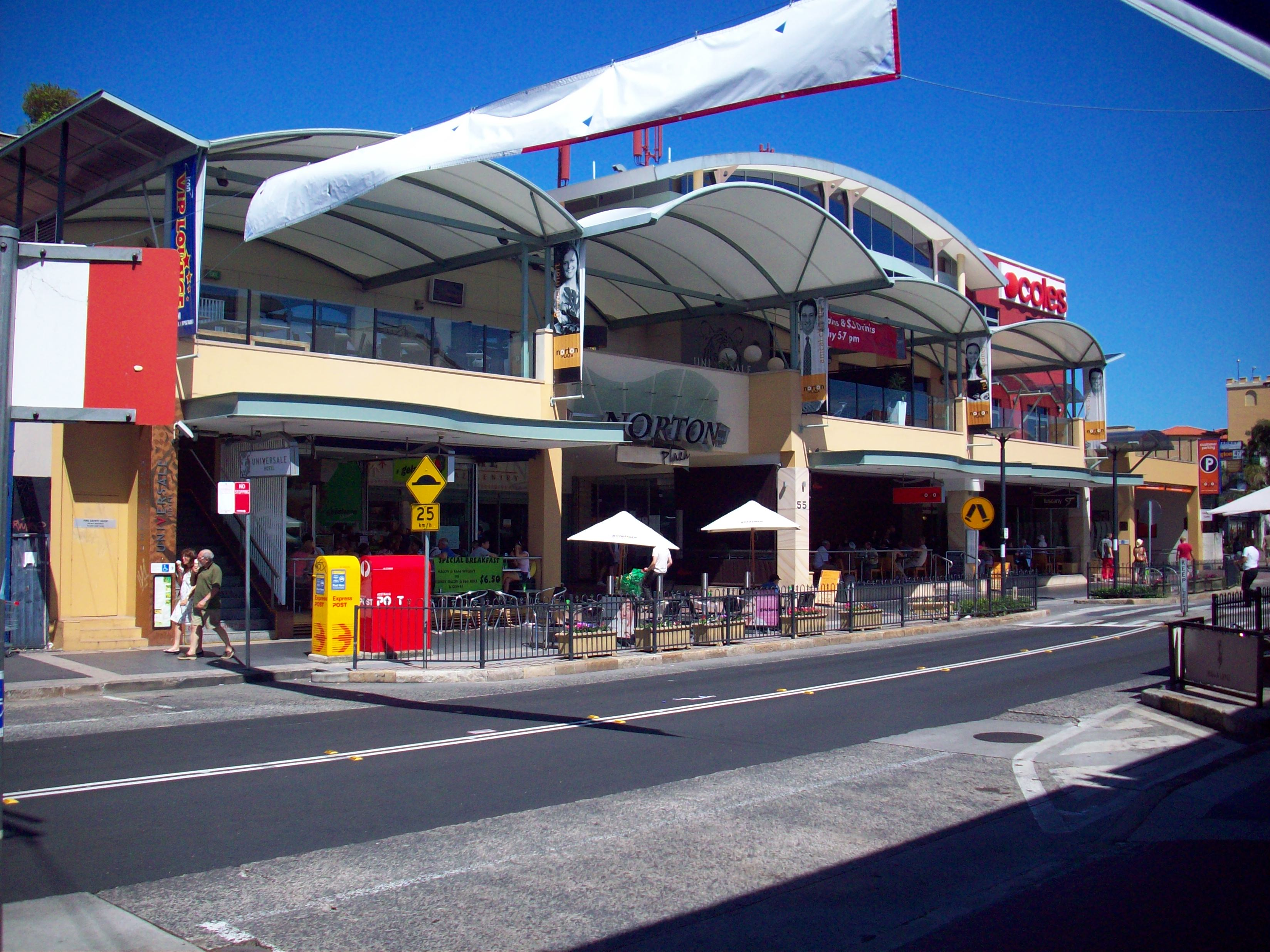
那頓廣場

## 外部連結
- Visit New South Wales website[]
- Food and Wine Trails （页面存档备份，存于） article regarding the annual Italian Fiesta